# Colastes pilosus
Colastes pilosus är en stekelart som beskrevs av Sergey A. Belokobylskij 1984. Colastes pilosus ingår i släktet Colastes och familjen bracksteklar. Inga underarter finns listade i Catalogue of Life.